# マット・ジャガース
マット・ジャガース（Matt Jaggers、1985年3月27日 - ）は、アメリカ合衆国の男性総合格闘家。インディアナ州コナースビル出身。Team Wolfpack所属。元KOTC世界バンタム級王者。

## 来歴
レスリングを学び、2005年に総合格闘技デビュー。

### 世界王座獲得
2008年2月22日、KOTC世界バンタム級（-66kg）王座決定戦でジョー・ヴォアザンと対戦し、3-0の判定勝ちを収め王座獲得に成功した。
2008年6月13日、初防衛戦でラザール・ストジャディノヴィッチと対戦し、TKO負けを喫し王座陥落した。

### 戦極
2009年3月20日、戦極初参戦となった戦極 〜第七陣〜のフェザー級（-65kg）グランプリ1回戦でマルロン・サンドロと対戦し、スタンド状態からの肩固めで見込み一本負け。8月2日のリザーブマッチでジョン・チャンソンと対戦し、三角絞めで一本負け。

## 戦績
| 総合格闘技 戦績 | 総合格闘技 戦績 | 総合格闘技 戦績 | 総合格闘技 戦績 | 総合格闘技 戦績 | 総合格闘技 戦績 | 総合格闘技 戦績 |
| --------------- | --------------- | --------------- | --------------- | --------------- | --------------- | --------------- |
| 26 試合         | (T)KO           | 一本            | 判定            | その他          | 引き分け        | 無効試合        |
| 19 勝           | 11              | 5               | 2               | 1               | 0               | 0               |
| 7 敗            | 2               | 5               | 0               | 0               | 0               | 0               |

| 勝敗 | 対戦相手                         | 試合結果                        | 大会名                                                      | 開催年月日     |
| ○    | マーク・ネヴィル                 | 1R 2:56 TKO（パンチ連打）       | LOF 42: Smashing Pumpkins                                   | 2010年10月29日 |
| ○    | マット・ホーニング               | 1R 4:12 肩固め                  | UFA 1: Clash at the Coliseum                                | 2010年6月11日  |
| ○    | マイク・ピケット                 | 3R 1:30 TKO（パンチ連打）       | Extreme IT Challenge                                        | 2010年4月10日  |
| ×    | ジョン・チャンソン               | 2R 1:25 三角絞め                | 戦極 〜第九陣〜 【フェザー級グランプリ2009 リザーブマッチ】 | 2009年8月2日   |
| ○    | ピート・ドミンゲス               | 1R 4:03 チョークスリーパー      | Bellator V                                                  | 2009年5月1日   |
| ×    | マルロン・サンドロ               | 2R 2:57 肩固め                  | 戦極 〜第七陣〜 【フェザー級グランプリ2009 1回戦】          | 2009年3月20日  |
| ○    | クリス・ボイデン                 | 1R 1:53 TKO（パンチ連打）       | Extreme Challenge 111                                       | 2008年11月21日 |
| ○    | オーヴィル・スミス               | 5分3R終了 判定3-0               | ShoXC: Elite Challenger Series                              | 2008年10月10日 |
| ×    | ラザール・ストジャディノヴィッチ | 3R 0:21 TKO（パンチ連打）       | KOTC: Settlement 【KOTC世界バンタム級タイトルマッチ】       | 2008年6月13日  |
| ○    | ジョー・ヴォアザン               | 5分3R終了 判定3-0               | KOTC: Stand Off 【KOTC世界バンタム級王座決定戦】            | 2008年2月22日  |
| ○    | レオン・ティリー                 | 1R 1:29 TKO（パンチ連打）       | KOTC: Sub Zero                                              | 2008年1月12日  |
| ×    | ラザール・ストジャディノヴィッチ | 1R 2:53 チョークスリーパー      | KOTC: Damage Inc.                                           | 2007年11月17日 |
| ○    | フセイン・ラシャド               | 1R KO                           | KOTC: Brimstone                                             | 2007年10月6日  |
| ○    | ダニエル・ホッパー               | 1R 2:16 TKO                     | Extreme Combat Challenge: Summer Smash                      | 2007年7月28日  |
| ○    | ムハンマド・ラシャド             | 1R 1:48 TKO（パンチ連打）       | KOTC: Battle at the Bowl                                    | 2007年7月21日  |
| ○    | キャシー・ウールリッチ           | 1R 2:21 TKO（パンチ連打）       | KOTC: Eliminator                                            | 2007年6月2日   |
| ○    | ジョエル・バウアーズ             | 1R 0:19 KO（パンチ連打）        | Extreme Combat Challenge: Season's Beatings                 | 2006年12月16日 |
| ○    | スティーブン・ラフ               | 1R 1:35 TKO（パンチ連打）       | Extreme Combat Challenge: Fall Brawl 2                      | 2006年11月18日 |
| ×    | マーク・バレット                 | 1R 3:24 フロントチョーク        | KOTC: Cyclone                                               | 2006年11月11日 |
| ×    | タイラー・コブス                 | 2R 2:59 TKO（パンチ連打）       | KOTC: Meltdown                                              | 2006年10月7日  |
| ○    | ウェイド・マークランド           | 1R 1:02 チョークスリーパー      | LOF 8                                                       | 2006年7月28日  |
| ○    | ジェフ・ビマ                     | TKO（パンチ連打）               | Supreme Fighting Challenge                                  | 2006年7月22日  |
| ○    | コディー・ウェスト               | 1R ギブアップ（マウントパンチ） | Courage Fighting Championships 6                            | 2006年7月15日  |
| ○    | クリス・ルッツ                   | 1R ギブアップ（パンチ連打）     | LOF 7: Divide & Conquer                                     | 2006年6月17日  |
| ×    | ジャスティン・ロビンズ           | 1R 1:32 三角絞め                | KOTC: Redemption on the River                               | 2006年2月17日  |
| ○    | ストーニー・ヘイハースト         | 1R 1:50 チョークスリーパー      | Total Fight Challenge 3                                     | 2005年5月21日  |

## 獲得タイトル
- 第5代KOTC世界バンタム級王座（2008年）